# Scharlachmistelfresser

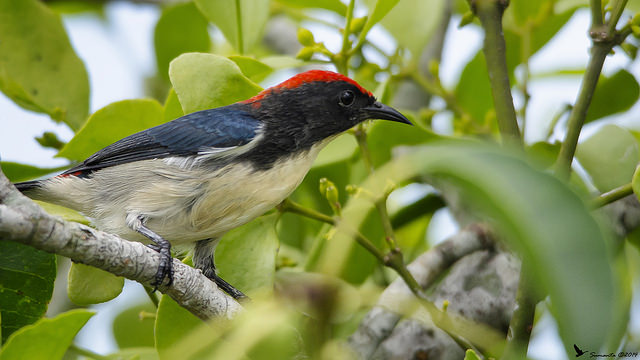
Männchen in Gosaba, Sundarban, Westbengalen, Indien

Der Scharlachmistelfresser (Dicaeum cruentatum, Syn.: Certhia cruentata) ist eine Vogelart aus der Familie der Mistelfresser (Dicaeidae).
Der Vogel kommt in Südostasien vor in Bangladesch, China, Hongkong, Indien, Kambodscha, auf der Malaiischen Halbinsel, in Malaysia, Myanmar, Singapur, Thailand und Vietnam.
Das Verbreitungsgebiet umfasst feuchten tropischen oder subtropischen Tiefwald, Mangrovenwald, Auwald, Haine gelegentlich auch in Gärten.

## Merkmale
Die Art ist 7 bis 9 cm groß, das Männchen wiegt zwischen 5 und 8, das Weibchen etwa 6 g. Das Männchen hat eine marineblaue Oberseite mit einem breiten hellroten Streifen vom Scheitel bis zum Schwanzansatz. Der übrige Kopf, Kehle und Brust sind schwarz, Flügeldecken und der kurze Schwanz sind glänzend blauschwarz. Unterhalb der Kehle findet sich ein Brustband, die Flanken sind grau. Die Unterseite ist grau bis weiß. Die Iris ist dunkel, der leicht gebogene Schnabel ist grau. Das Weibchen ist wie Jungvögel überwiegend olivgrün mit schwarzem und auf der Oberseite scharlachrotem Schwanz. Jungvögel haben einen orangefarbenen Schnabel und kein Rot am Bürzel.

## Geografische Variation
Es werden folgende Unterarten anerkannt:
- D. c. cruentatum (Linnaeus, 1758), Nominatform – Nepal, Nordostindien, Bangladesch, Myanmar und Südchina, Thailand und Indochina
- D. c. ignitum (Begbie, 1834) – Malaiische Halbinsel und Riau-Inseln
- D. c. sumatranum Cabanis, 1877 – Sumatra
- D. c. simalurense Salomonsen, 1961 – Simeuluë nordwestlich Sumatras
- D. c. niasense Meyer de Schauensee & Ripley, 1940 – Nias westlich Sumatras
- D. c. batuense Richmond, 1912 – Batu-Inseln und Mentawai-Inseln südwestlich Sumatras
- D. c. nigrimentum Salvadori, 1874 – Borneo

## Stimme
Der Ruf des Männchens wird als „chip-chip“ und als lautes stakkatoartiges „tchij-tchik“ ähnlich der Schneidervögel (Orthotomus) sowie kontinuierliches Zwitschern während der Fütterung beschrieben.

## Lebensweise
Die Nahrung besteht hauptsächlich aus Früchten, gerne Mutingia calabura und Melastoma malabathricum, Feigen und Misteln. Die Art lebt meist in den Wipfeln, jagt auch Insekten, Spinnen, ernährt sich auch von Nektar.
Die Brutzeit liegt zwischen März und August in Nepal und Indien, zwischen Februar und April in Myanmar, zwischen Januar und April in Thailand. Beide Elternvögel bauen das Nest und teilen sich die Aufzuchtarbeit.

## Gefährdungssituation
Der Bestand gilt als nicht gefährdet (Least Concern).